# 岩佐タクシー
岩佐タクシー（いわさタクシー）は、千葉県千葉郡二宮町（現・船橋市）にあったタクシー事業者である。津田沼から大和田・大久保間を往環していた。戦局悪化に伴い1944年に船橋交通自動車（後の京成タクシー船橋、現在の京成タクシーセントラル船橋営業所）へと統合された。

## 概要
岩佐タクシーは、下総国千葉郡坪井村（後の千葉県千葉郡豊富村）出身の岩佐峯吉によって「岩佐乗合馬車」の名称で創業され、大正に入るとダッジ・ブラザーズ製の自動車を外国からいち早く輸入し、馬車から自動車へと近代化を図り、社名を「岩佐乗合自動車」を改めた。そして昭和によると「岩佐タクシー」とした。その後、北支事変が起こり、民間へのガソリン供給が制限されるようになると警察の指示により、久々田の吉野、薬園台タクシーの榊原巌とともに「共栄タクシー」となり、更に1941年（昭和16年）、太平洋戦争以後に船橋市警察の管轄が広がったのに伴い、管轄下のタクシー業は「船橋交通自動車」としてまとめられた。

## 沿革
- 1895年（明治28年） - 津田沼駅の開業に伴い岩佐峯吉が岩佐乗合馬車を設立。
- 1925年（大正14年） - 馬車から乗用車への転換に伴い、岩佐タクシーに名称を変更。
- 1944年（昭和19年） - 戦局の悪化に伴い船橋交通自動車に統合される。

## 人物
- 岩佐峯吉
- 岩佐喜一郎